# Atlantic Cup (Europa)
L'Atlantic Cup è stato un torneo calcistico che si disputava annualmente a fine aprile tra i campioni d'Islanda e quelli delle Fær Øer.

## Storia del torneo
Nel 1999, i campioni d'Islanda dell'ÍBV Vestmannaeyja si recarono nelle Isole Fær Øer per giocare un'amichevole contro l'HB Tórshavn, campione in carica delle Isole Fær Øer. La partita terminò con un pareggio per 2-2, dopo che l'HB Tórshavn era stato in vantaggio due volte, ma entrambe le volte si era fatto raggiungere. Tuttavia, poiché in palio c'era una coppa, si andò ai tiri di rigore per decidere il vincitore (non furono giocati i tempi supplementari). I campioni islandesi segnarono tutti i cinque rigori, mentre quelli delle Fær Øer sbagliarono il primo rigore; la partita fu quindi vinta 5-3 dall'ÍBV Vestmannaeyja.
Il vantaggio dell'HB Tórshavn fu siglato da Andrew av Fløtum al 27º minuto. Il vantaggio tuttavia svanì all'inizio della ripresa a causa dell'autogol dell'HB Tórshavn, il quale ritornò in vantaggio al 70º minuto grazie al gol di Bjarki Mohr. Ma a due minuti dalla fine della partita, l'ÍBV Vestmannaeyja riagguantò un insperato pareggio grazie al rigore di Sindri Grétarsson, andando poi a vincere ai rigori.
Quell'incontro fu una comune amichevole, e come tale non aveva un nome. Ma la partita aveva divertito gli spettatori e quindi si pensava di renderla un incontro annuale.
Tuttavia, fino al 2002 non fu disputato alcun incontro tra squadre di club islandesi e faroesi, quando la Federazione calcistica dell'Islanda e quelle delle Fær Øer, in accordo con la FITUR (un fondo che gestisce le relazioni tra Islanda e Isole Fær Øer), decisero di rendere annuale l'evento, chiamandolo "Atlantic Cup". La partita si sarebbe giocata nell'ultimo weekend di aprile; una volta alle Isole Fær Øer, l'altra in Islanda.

## Edizioni

### Atlantic Cup 2002
| Tórshavn 28 aprile 2002                                                    | B36 Tórshavn | 1 – 2 referto               | ÍA Akranes | Stadio Gundadalur |
| \| \| \| \| \| Petersen 86’ \| Marcatori \| 44’ Bjørnsson 48’ Steinsson \| |              |                             |            |                   |
|                                                                            |              |                             |            |                   |
| Petersen 86’                                                               | Marcatori    | 44’ Bjørnsson 48’ Steinsson |            |                   |

### Atlantic Cup 2003
| Arbitro: | Egill Már Markússon |

|                                      |           |  |
| Gunnlaugsson 28’ Ólafsson 60’ (rig.) | Marcatori |  |

### Atlantic Cup 2004
| Arbitro: | Niklas a Lidarenda |

|                                              |           |              |
| Nolsøe 13’ Mortensen 24’ (rig.) Rubeksen 40’ | Marcatori | 90’ Jónasson |

### Atlantic Cup 2005
| Arbitro: | Kristinn Jakobsson |

|                                                          |           |              |
| Guðmundsson 23’ (rig.), 60’ Borgvardt 30’ Ásgeirsson 80’ | Marcatori | 85’ Leifsson |

### Atlantic Cup 2006
| Tórshavn 29 aprile 2006 | B36 Tórshavn         | 2 – 2                              | FH Hafnarfjörður | Stadio Gundadalur |
| \| \| \| \| \| Benjaminsen 12’ Sylla 49’ \| Marcatori \| 17’ Snorrason 80’ Guðnason \| \| Benjaminsen Thomassen Matras dos Santos \| Tiri di rigore 3 – 1 \| Smári Guðnason Vilhjálmsson Dyring \| |                      |                                    |                  |                   |
| |                      |                                    |                  |                   |
| Benjaminsen 12’ Sylla 49’ | Marcatori            | 17’ Snorrason 80’ Guðnason         |                  |                   |
| Benjaminsen Thomassen Matras dos Santos | Tiri di rigore 3 – 1 | Smári Guðnason Vilhjálmsson Dyring |                  |                   |

### Atlantic Cup 2007
Nel 2007, l'incontro tra FH Hafnarfjörður e HB Tórshavn fu annullato a causa della chiusura della FITUR, la compagnia che fino ad allora aveva sponsorizzato l'evento.
L'incontro si sarebbe dovuto svolgere a Reykjavík a marzo invece che ad aprile. Tuttavia, a causa della chiusura della FITUR, il viaggio avrebbe dovuto essere integramente pagato dall'HB Tórshavn, che rinunciò alla partecipazione perché il viaggio era diventato troppo costoso.

### Atlantic Cup 2008
Probabilmente, questa è stata l'ultima edizione della Atlantic Cup anche a causa del via via minore interesse per essa. In Islanda, questa competizione amichevole non ha mai ricevuto una grande attenzione, neanche dai media. Il quotidiano islandese Frettablaðið, di cui attualmente è editore l'ex Primo ministro dell'Islanda Þorsteinn Pálsson, ha dedicato alla partita poche righe sul suo sito ufficiale, mentre il Morgunblaðið non ha fatto alcuna menzione della partita.
| Reykjavík 28 aprile 2008                                                                      | Valur     | 5 – 2 referto    | NSÍ Runavík | Kópavogsvöllur |
| \| \| \| \| \| Sævarsson Pálmason Aðalsteinsson Mortensen \| Marcatori \| Stojkovic Elttør \| |           |                  |             |                |
|                                                                                               |           |                  |             |                |
| Sævarsson Pálmason Aðalsteinsson Mortensen                                                    | Marcatori | Stojkovic Elttør |             |                |

## Vittorie per squadre
| Nazione e squadra | Vittorie | Finali perse | Finali giocate | Annate vincenti | Annate perdenti |
| ----------------- | -------- | ------------ | -------------- | --------------- | --------------- |
| HB Tórshavn       | 1        | 2            | 3              | 2004            | 2003, 2005      |
| FH Hafnarfjörður  | 1        | 1            | 2              | 2005            | 2006            |
| KR Reykjavik      | 1        | 1            | 2              | 2003            | 2004            |
| B36 Tórshavn      | 1        | 1            | 2              | 2006            | 2002            |
| ÍA Akranes        | 1        | -            | 1              | 2002            | -               |
| Valur             | 1        | -            | 1              | 2008            | -               |
| NSÍ Runavík       | -        | 1            | 1              | -               | 2008            |